# Вила ди Брјано (Казерта)
Вила ди Брјано (итал. Villa di Briano) је насеље у Италији у округу Казерта, региону Кампанија.
Према процени из 2011. у насељу је живело 5824 становника. Насеље се налази на надморској висини од 30 м.

## Становништво
| 1931. | 1936. | 1951. | 1961. | 1971. | 1981. | 1991. | 2001. | 2011. |
| ----- | ----- | ----- | ----- | ----- | ----- | ----- | ----- | ----- |
| 3.537 | 4.034 | 4.679 | 4.911 | 4.604 | 4.731 | 5.564 | 5.703 | 6.066 |